# Consuelo Moure
Consuelo Moure de Ramírez (Pamplona, Norte de Santander, 1947-Bogotá, 2 de abril de 2014) fue una actriz colombiana de cine, televisión y teatro. Participó, entre otros proyectos, en las telenovelas Amor en custodia, La costeña y el cachaco, Herencia maldita y La sombra del deseo.
Comenzó su carrera actoral en el teatro, a los 15 años de edad. Su obra debut fue Petición de mano de Antón Chéjov. Su primer trabajo en televisión fue en la telenovela Adorable Elisa, dirigida por Carlos Duplat. En el cine participó en películas como La pena máxima, Nochebuena, La esquina, Tres hombres y tres mujeres y Es mejor ser rico que pobre.
Estuvo casada con el también actor Paco Barrero, con quien creó la escuela de formación de actores Fundación Estudio XXI. De aquella institución egresaron actores como Natasha Klauss, Sandra Reyes, Carlos Hurtado, Kristina Lilley, y Carlos Vives.
Participó en las elecciones legislativas de 2014, en representación del Polo Democrático Alternativo. Sin embargo, no obtuvo los votos necesarios.
Moure falleció el 2 de abril de 2014 en Bogotá, debido a un cáncer de pulmón. La actriz tenía 67 años de edad.